# Carrierea vieillardii
Carrierea vieillardii är en videväxtart som beskrevs av François Gagnepain. Carrierea vieillardii ingår i släktet Carrierea och familjen videväxter. Inga underarter finns listade i Catalogue of Life.